# Futbol a Mauritània
El futbol és l'esport més popular a Mauritània. És dirigit per la Federació de Futbol de la República Islàmica de Mauritània.
L'any 2019, la seva selecció es classificà per primer cop per una Copa d'Àfrica de Nacions.

## Competicions
- Lliga mauritana de futbol
- Copa mauritana de futbol

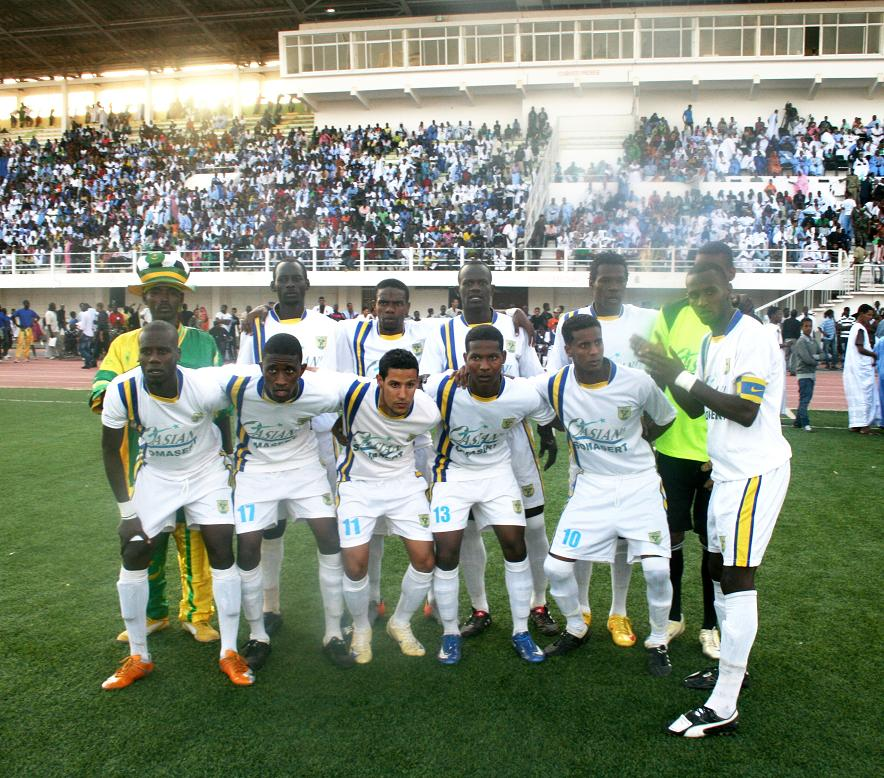
Selecció de Mauritània.

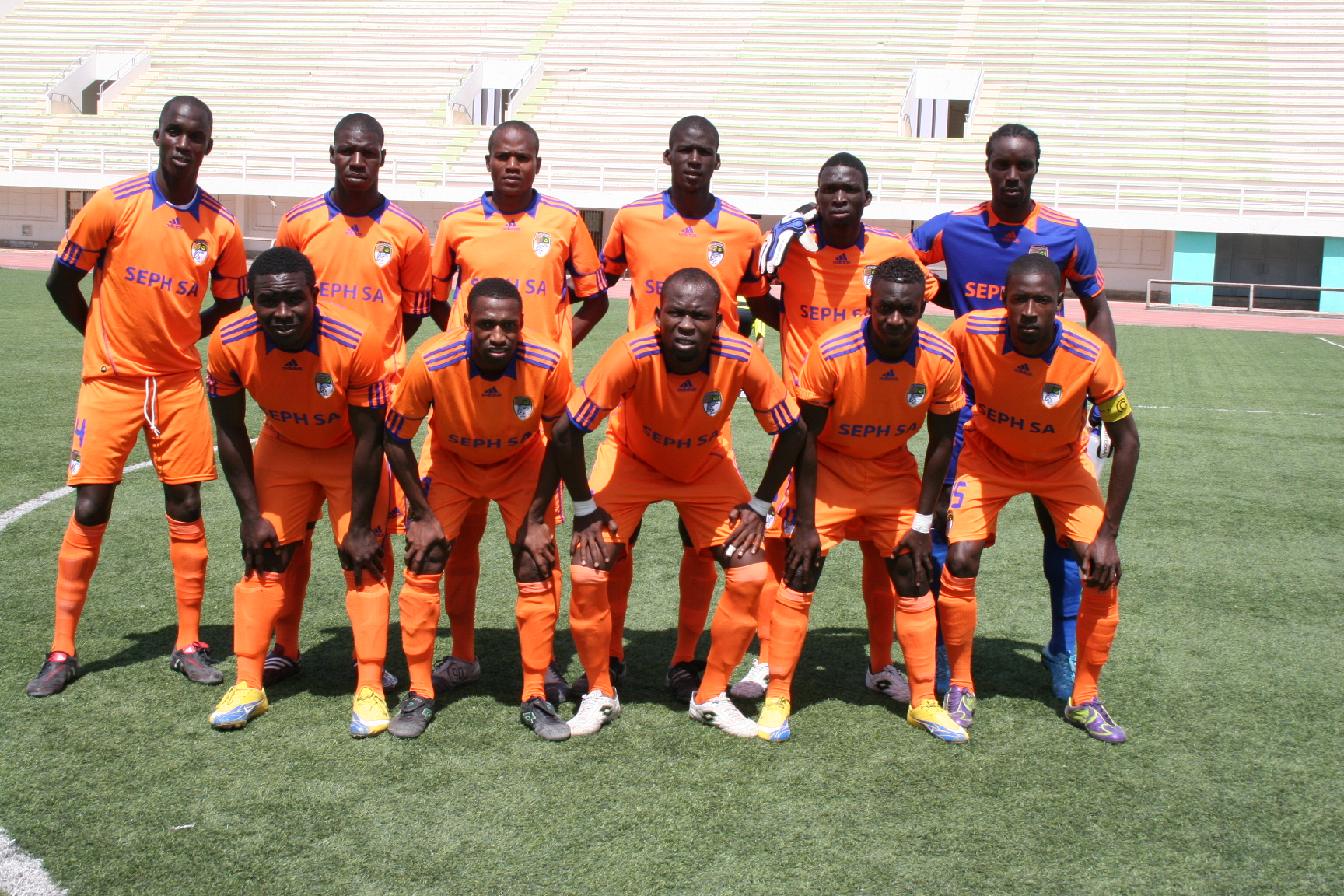
FC Nouadhibou.

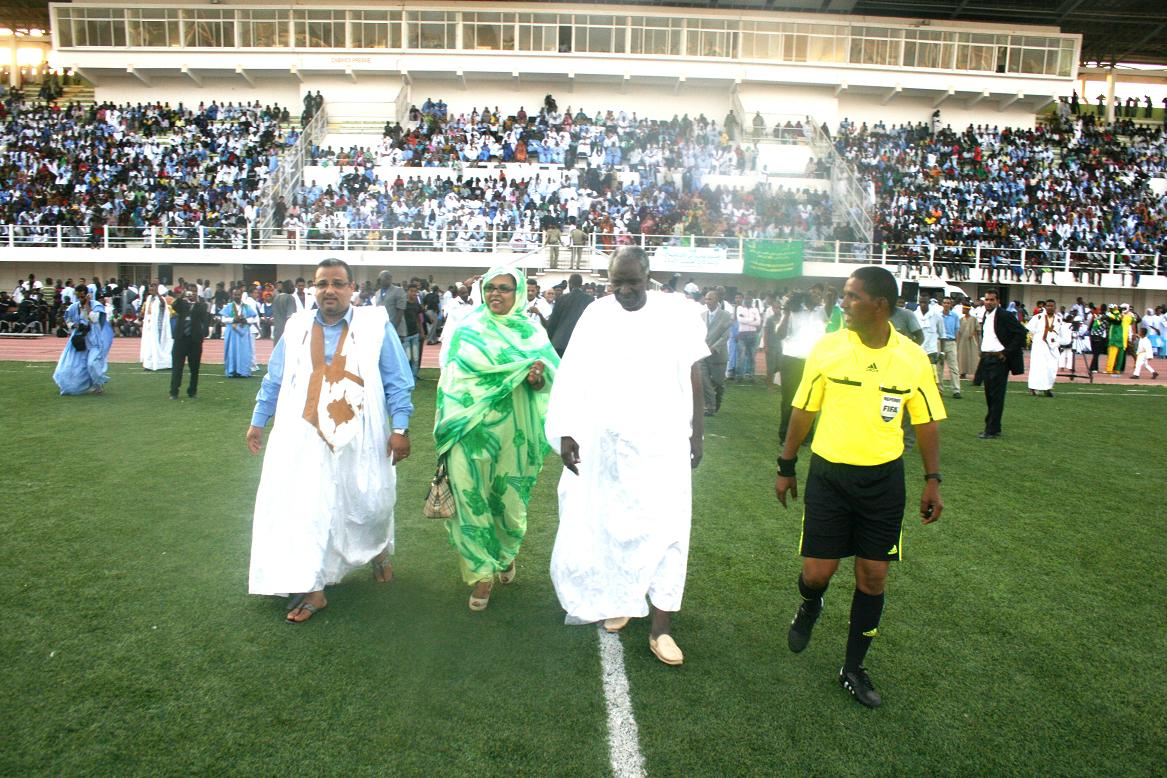
Inauguració de la Supercopa (2010).

- Copa de la Lliga mauritana de futbol
- Supercopa mauritana de futbol

## Principals clubs
Clubs amb més títols de lliga a 2019.
- FC Nouadhibou
- AS Garde Nationale
- ASC Police
- ACS Ksar
- ASC Nasr de Sebkha
- FC Tevragh-Zeina
- ASAC Concorde
- ASC Snim

## Principals estadis
| # | Estadi                         | Capacitat | Ciutat     |
| - | ------------------------------ | --------- | ---------- |
| 1 | Estadi Olímpic de Nouakchott   | 20.000    | Nouakchott |
| 2 | Estadi Municipal de Nouadhibou | 5.000     | Nouadhibou |
| 3 | Estadi Cheikha Ould Boïdiya    | 1.000     | Nouakchott |